# 여류기성전 (일본)
여류기성전(일본어: 女流棋聖戦)은 일본에서 열리는 프로 바둑 대회 중 하나이다. NTT도코모가 후원하고 있으며 1998년부터 매년 주최하고있다. 일본기원과 간사이 기원 소속의 여성 기사들이 참가한다. 여류기성 5연속 우승자에게는 명예 "여류기성"(女流棋聖)이라는 호칭이 주어지게 된다.

## 상금
- 총 16명이 토너먼트를 벌여 최종 우승자가 도전기에 출전하며, 전기 도전자 패자에게 차기 시드가 부여된다.
- 우승 상금 500만엔(약 5,500만원).

## 대회규정
- 제한시간 30초 1회. 고려시간 1분 10회.

## 역대 우승자
| 회수 | 연도 | 우승                 | 전적 | 준우승               |
| ---- | ---- | -------------------- | ---- | -------------------- |
| 1    | 1998 | 고바야시 이즈미 二단 | 2-0  | 고바야시 치즈 五단   |
| 2    | 1999 | 고바야시 이즈미 三단 | 2-1  | 스기우치 카즈코 八단 |
| 3    | 2000 | 지넨 가오리 3단      | 2-0  | 고바야시 이즈미 4단  |
| 4    | 2001 | 지넨 가오리 三단     | 2-1  | 가토 게이코 三단     |
| 5    | 2002 | 지넨 가오리 三단     | 2-1  | 오가와 토모코 六단   |
| 6    | 2003 | 지넨 가오리 三단     | 2-1  | 가토 게이코 四단     |
| 7    | 2004 | 만나미 카나 二단     | 2-1  | 지넨 가오리 三단     |
| 8    | 2005 | 지넨 가오리 三단     | 2-0  | 만나미 카나 三단     |
| 9    | 2006 | 만나미 카나 三단     | 2-1  | 지넨 가오리 四단     |
| 10   | 2007 | 요시하라 유카리 五단 | 2-1  | 만나미 카나 三단     |
| 11   | 2008 | 요시하라 유카리 五단 | 2-0  | 무카이 치아키 二단   |
| 12   | 2009 | 요시하라 유카리 五단 | 2-1  | 가토 게이코 六단     |
| 13   | 2010 | 셰이민 四단          | 2-0  | 요시하라 유카리 五단 |
| 14   | 2011 | 셰이민 五단          | 2-0  | 요시하라 유카리 五단 |
| 15   | 2012 | 아오키 기쿠요 八단   | 2-1  | 셰이민 六단          |
| 16   | 2013 | 셰이민 六단          | 2-0  | 아오키 기쿠요 八단   |
| 17   | 2014 | 셰이민 六단          | 2-0  | 아오키 기쿠요 八단   |
| 18   | 2015 | 셰이민 六단          | 2-0  | 고니시 가즈코 八단   |
| 19   | 2016 | 셰이민 六단          | 2-0  | 요시하라 유카리 六단 |
| 20   | 2017 | 셰이민 六단          | 2-1  | 뉴 에이코 初단       |
| 21   | 2018 | 우에노 아사미 二단   | 2-0  | 셰이민 六단          |
| 22   | 2019 | 우에노 아사미 二단   | 2-0  | 후지사와 리나 四단   |
| 23   | 2020 | 스즈키 아유미 七단   | 2-1  | 우에노 아사미 三단   |
| 24   | 2021 | 우에노 아사미 三단   | 2-1  | 스즈키 아유미 七단   |
| 25   | 2022 | 우에노 아사미 四단   | 2-0  | 스즈키 아유미 七단   |
| 26   | 2023 | 나카무라 스미레 三단 | 2-1  | 우에노 아사미 四단   |
| 27   | 2024 | 우에노 리사 二단     | 2-1  | 나카무라 스미레 三단 |
| 28   | 2025 | 우에노 리사 三단     | 2-0  | 무카이 치아키 六단   |